# CGI Group
CGI Group, Inc. — міжнародна консалтинг компанія, що працює в галузі інформаційних технологій, комунікацій та управління бізнес-процесами. Створена в 1976 році Сержем Годеном (англ. Serge Godin) і Андре Імбо (фр. André Imbeau). Входить в п'ять найбільших світових груп свого сектора. CGI Group має більш ніж 68 тис. співробітників, що працюють в 400 офісах 40 країн світу. Група CGI входить в список 2000 найбільших підприємств у світі (Forbes Global 2000), що публікується щорічно американським економічним журналом Forbes.

## Відомі поглинання
- Stanley (7 Травня 2010 р.)
- Logica (30 Травня 2012 р.)
- Acando (придбана 11 березня 2019, ще раніше була відома як AcandoFrontec) консалтингова фірма в сфері, ІТ, баз даних та веб дизайну з головним офісом Стокгольмі, яка діяла також в Норвегії, Фінляндії, Данії та Німеччині.[2] На момент покупки налічувала близько 4000 співробітників.[3] Куплена за 4.3 мільярди SEK (приблизно 408 мільйонів €).[4]